# Egy férfi, egy nő és egy focicsapat
Az Egy férfi, egy nő és egy focicsapat (eredeti cím: Fever Pitch) 1997-ben bemutatott brit, sportszenvedélyről szóló romantikus filmvígjáték, melyet David Evans rendezett.
A film 1997. április 7-én jelent meg.
Egy sportrajongó romantikus udvarlása összeütközésbe kerül kedvenc focicsapata iránti megszállottságával.

## Cselekmény
London, 1989: Paul Ashworth angoltanár azóta rajong az Arsenal FC-ért, hogy 21 évvel azelőtt édesapja gyerekként először elvitte egy Arsenal meccsre. Ha az Arsenal veszít, Paul szomorú, ha nyernek, akkor jó kedve van. A diákjai kedvelik, a szülei tisztelik, a szabadidejét pedig, amikor éppen nem focimeccsre jár, az iskola focicsapatának edzésével tölti. Elégedett az életével, amíg meg tudja fizetni a lakbért és a pénzt az éves stadionbérletre.
Egyik nap egy új tanárnő, Sarah Hughes érkezik az iskolába, akit zavarba hoz Paul szokatlan viselkedése és tekintélyellenes tanítási módszere. Bár megesküszik a szobatársának, hogy soha nem lesz viszonya Paullal, nem sokkal később mégis behívja a lakására, miután a férfi esőben hazaviszi az autójával. Ők ketten egy párt alkotnak, de Sarah nem tud mit kezdeni Paul szinte fanatikus „szerelmével” az Arsenal iránt. Nem érti, miért tölt minden hétvégét a stadionban, miért osztja fel az évet évadokra (és nem évszakokra), és miért nem gondol közös nyaralásra nyáron, amikor nincsenek meccsek, csak a csapata esetleges barátságos meccsei. Ezeken a dolgokon egyre gyakrabban vitatkoznak.
Amikor Paul megtudja, hogy Sarah gyermeket vár tőle, meg akar változni. Hirtelen apának és férjnek látja magát, és felelősséget akar vállalni. Megpályázza iskolája megüresedett igazgatói állását, amelyet Ted igazgató nem sokkal korábban hiába ajánlott fel neki. Sarah-val közös lakást keresnek, ami a Highbury stadion közvetlen közelében van, ami nem győzi meg a lányt. Az Arsenal eközben a bajnokság megnyerésének küszöbén áll, de a szezon vége felé elveszít egy döntő meccset. Paulnak ez nagyobb fájdalom, mint az álláspályázatának elutasítása. Amikor Sarah erre rájön, szakít a férfival, bár már kezdi átérezni a férfi futball iránti szenvedélyét.
Közeledik a szezon utolsó mérkőzése 1989. május 26-án. A Liverpool FC játszik az Arsenal ellen, és az Arsenalnak kétgólos különbséggel kell nyernie ahhoz, hogy a bajnoki címet is megszerezze. Miközben Paul a legjobb barátjával nézi a meccset a tévében, Sarah sem bírja tovább egyedül. Odarohan hozzá, miközben a meccs utolsó percei futnak, és az Arsenal már egy góllal vezet. Nem sokkal a hosszabbítás vége előtt becsönget, de Paul csak kiabál az ablakon, hogy bárki is áll az ajtó előtt, csak megzavarja élete legfontosabb 60 másodpercét. Sarah ekkor elmegy, Paul pedig szemtanúja lesz a győztes gólnak, 0-2 - az Arsenal a bajnok! Az utca, ahol Sarah az imént még egyedül állt, pillanatok alatt megtelik lelkes Arsenal-szurkolókkal, és mindenki fergetegesen ünnepel az esti órákig. Végül Sarah és Paul meglátják egymást az utcán, és egymás karjaiba borulnak.
Három évvel később Paul és Sarah együtt élnek gyermekükkel. Paul szerint a bajnokság egészséges távolságtartást eredményezett számára az Arsenaltól. Bár még mindig szereti a csapatot, és gyakran jár a meccseikre, most már lehetnek saját győzelmei és vereségei, amelyek nem az Arsenal győzelmétől vagy vereségétől függenek. Ez bizonyos értelemben jó - teszi hozzá.

## Szereplők
- Colin Firth – Paul Ashworth, tanár
- Ruth Gemmell – Sarah Hughes, tanárnő
- Mark Strong – Steve, Paul haverja, szintén focidrukker
- Neil Pearson – Mr. Ashworth
- Lorraine Ashbourne – Mrs. Ashworth
- Holly Aird – Jo
- Stephen Rea – Ray
- Emily Conway – Sasha
- Richard Claxton – Robert Parker
- Andy Raines – futballbíró
- Mike Ingham – rádiós bemondó
- Ken Stott – Ted, igazgató az iskolában
- Nick Hornby – az iskolai focimeccsen legyőzött ellenfél menedzsere (cameo megjelenés)

## Gyártás
A filmben Neil Pearson játssza Paul apját, Mark Strong pedig Steve-et, Paul legjobb barátját. Nick Hornby egy cameo jelenetet játszik, mint az iskolai focimeccsen legyőzött ellenfél menedzsere. A film egy részét a Highbury Arsenal stadion környékén forgatták; mivel a Highbury stadion lelátóját időközben lecserélték, a szurkolókat a Fulham Craven Cottage stadionjában vették fel.

## Remake
2005-ben a filmet feldolgozták amerikai változatban, szintén Fever Pitch címmel, Jimmy Fallon és Drew Barrymore főszereplésével, az Arsenal helyett a 2004-es Boston Red Sox világbajnoksággal. A félreértések elkerülése végett a 2005-ös remake az Egyesült Királyságban The Perfect Catch (A tökéletes fogás) néven ismert.

## Fordítás
- Ez a szócikk részben vagy egészben  a   Fever Pitch (1997 film) című angol Wikipédia-szócikk fordításán alapul.  Az eredeti cikk szerkesztőit annak laptörténete sorolja fel. Ez a jelzés csupán a megfogalmazás eredetét és a szerzői jogokat jelzi, nem szolgál a cikkben szereplő információk forrásmegjelöléseként.
- Ez a szócikk részben vagy egészben  a   Ballfieber című német Wikipédia-szócikk fordításán alapul.  Az eredeti cikk szerkesztőit annak laptörténete sorolja fel. Ez a jelzés csupán a megfogalmazás eredetét és a szerzői jogokat jelzi, nem szolgál a cikkben szereplő információk forrásmegjelöléseként.